# Оголеність

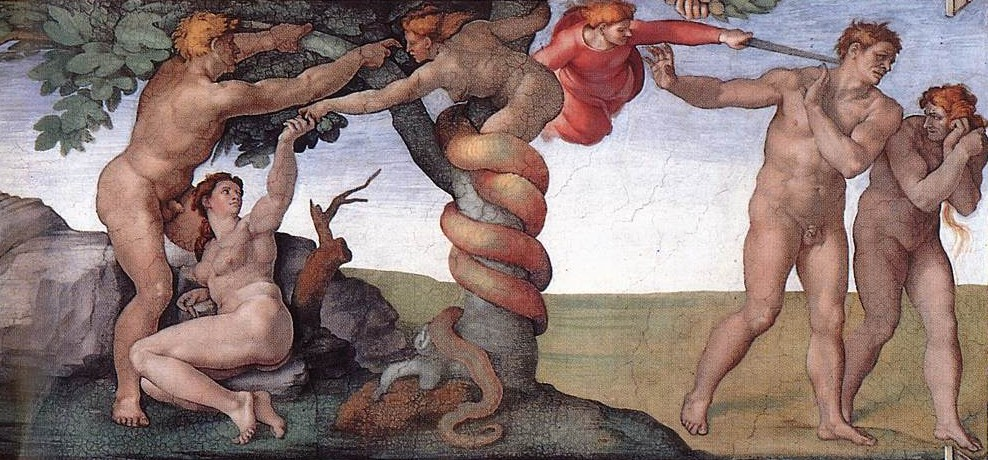
Пізнання наготи Адамом і Євою та вигнання з раю. З фрески Сикстинської капели роботи Мікеланджело, 1508—1512 роки.

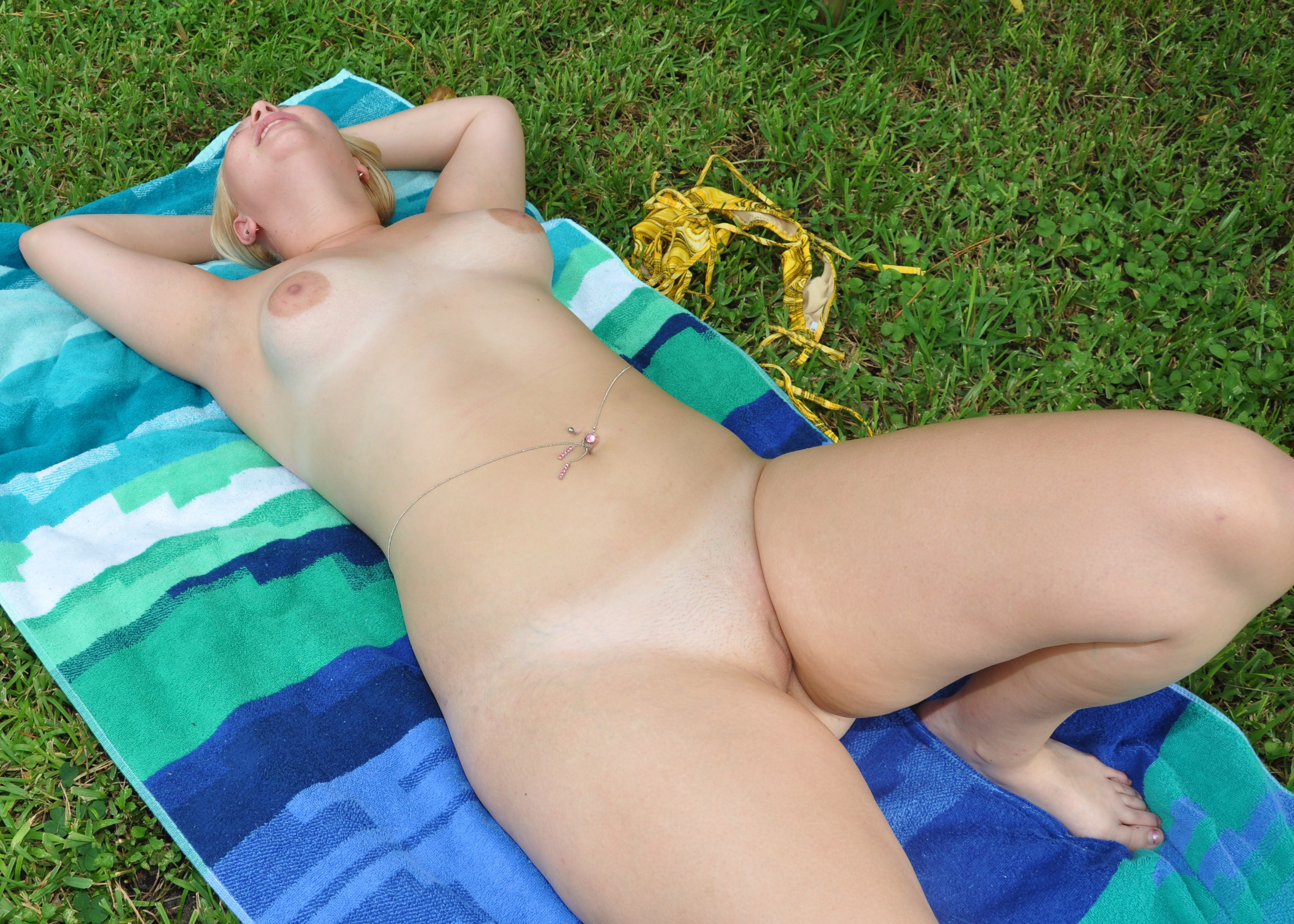
Оголене засмагання

Оголеність (синоніми: нагота[джерело?], голість, голизна) — стан, коли людина позбавлена одягу і її тіло відкрите для споглядання.
Гімнофобія (від грец. gymnos — оголений) — страх щодо оголеності або вигляду оголених частин тіла.